# Discografia formației Disturbed
Disturbed este o formație americană de heavy metal, formată de chitaristul Dan Donegan, basiștii Mike Wengren și Steve "Fuzz" Kmak, și vocalistul angajat în 1996, David Draiman.

## Albume

### Albume de studio
| Titlu                                                                             | Detaliile albumului                                                       | Poziții de top | Poziții de top | Poziții de top | Poziții de top | Poziții de top | Poziții de top | Poziții de top | Poziții de top | Poziții de top | Poziții de top | Certificări                                                                                                   |
| Titlu                                                                             | Detaliile albumului                                                       | US             | AUS            | AUT            | CAN            | GER            | NLD            | NZL            | SWE            | SWI            | UK             | Certificări                                                                                                   |
| --------------------------------------------------------------------------------- | ------------------------------------------------------------------------- | -------------- | -------------- | -------------- | -------------- | -------------- | -------------- | -------------- | -------------- | -------------- | -------------- | --- |
| The Sickness                                                                      | - Lansare: 7 martie 2000 - Label: Giant (#24738) - Formate: CD, cassette  | 29             | 30             | —              | —              | —              | —              | —              | —              | —              | 102            | - US: 4× Platină - AUS: Platină - CAN: Platină - UK: Aur                                                      |
| Believe                                                                           | - Lansare: 17 septembrie 2002 - Label: Reprise (#48320) - Format: CD      | 1              | 32             | 42             | 2              | 68             | —              | 1              | 35             | 91             | 41             | - US: 2× Platină AUS: Platină - CAN: Platină - NZL: Aur - UK: Argint                                          |
| Ten Thousand Fists                                                                | - Lansare: 20 septembrie 2005 - Label: Reprise (#49433) - Format: CD      | 1              | 11             | 37             | 2              | 21             | 87             | 1              | 24             | 62             | 59             | - US: Platină - AUS: Platină - CAN: Platină - NZL: Aur - UK: Aur                                              |
| Indestructible                                                                    | - Lansare: 3 iunie 2008 - Label: Reprise (#12886) - Format: CD, 12" vinyl | 1              | 1              | 10             | 1              | 11             | 57             | 1              | 15             | 15             | 20             | - US: Platină - AUS: Platină - CAN: Platină - NZL: Platină - UK: Argint                                       |
| Asylum                                                                            | - Lansare: 31 august 2010 - Label: Reprise (#524038) - Format: CD, DI     | 1              | 2              | 3              | 2              | 4              | 22             | 1              | 7              | 14             | 7              | - US: Aur - AUS: Aur - NZL: Aur                                                                               |
| Immortalized                                                                      | - Lansare: 21 august 2015 - Label: Reprise - Format: CD, DL, LP           | 1              | 1              | 2              | 1              | 2              | 11             | 2              | 9              | 5              | 8              | - US: Platinum - AUS: Platinum - AUT: Gold - CAN: Platinum - GER: Platinum - NZL: Gold - SWE: Gold - UK: Gold |
| Evolution                                                                         | - Lansare: 19 octombrie 2018 - Label: Reprise - Format: CD, DL, LP        | 4              | 3              | 5              | 4              | 2              | 28             | 2              | 9              | 4              | 7              | |
| "—" denotes a recording that did not chart or was not released in that territory. |                                                                           |                |                |                |                |                |                |                |                |                |                | |

### Compilații
| Title             | Detaliile albumului                                           | Poziții de top | Poziții de top | Poziții de top | Poziții de top | Poziții de top | Poziții de top | Poziții de top | Poziții de top | Poziții de top |
| Title             | Detaliile albumului                                           | US             | AUS            | AUT            | CAN            | GER            | NZL            | SWE            | SWI            | UK             |
| ----------------- | ------------------------------------------------------------- | -------------- | -------------- | -------------- | -------------- | -------------- | -------------- | -------------- | -------------- | -------------- |
| The Lost Children | - Lansare: 8 noiembrie 2011 - Label: Reprise - Format: CD, DI | 13             | 12             | 35             | 17             | 29             | 10             | 59             | 59             | 85             |

### Albume live
| Titlu                | Detaliile albumului                                                      | Poziții de top |
| Titlu                | Detaliile albumului                                                      | US             |
| -------------------- | ------------------------------------------------------------------------ | -------------- |
| Music as a Weapon II | - Lansare: 24 februarie 2004 - Label: Reprise (#48620) - Format: CD, DVD | 148            |

### EPs
| Title                    | EP details                                                      |
| ------------------------ | --------------------------------------------------------------- |
| Live & Indestructible[A] | - Lansare: 30 septembrie 2008 - Label: Reprise - Format: DI, CD |

## Singleuri
| Song | An   | Poziții de top | Poziții de top | Poziții de top | Poziții de top | Poziții de top | Poziții de top | Poziții de top | Poziții de top | Poziții de top | Poziții de top | Certificări   | Album              |
| Song | An   | US             | US Alt.        | US Main.       | US Rock        | AUS            | CAN            | CAN Rock       | FIN            | NZL            | UK             | Certificări   | Album              |
| --- | ---- | -------------- | -------------- | -------------- | -------------- | -------------- | -------------- | -------------- | -------------- | -------------- | -------------- | ------------- | ------------------ |
| "Stupify" | 2000 | 112[B]         | 10             | 12             | —              | —              | —              | —              | —              | —              | —              |               | The Sickness       |
| "Down with the Sickness" | 2000 | 104[B]         | 8              | 5              | —              | —              | —              | —              | —              | —              | —              | - US: Platină | The Sickness       |
| "Voices" | 2000 | —              | 18             | 16             | —              | —              | —              | —              | —              | —              | 52             |               | The Sickness       |
| "The Game" | 2001 | —              | —              | 34             | —              | —              | —              | —              | —              | —              | —              |               | The Sickness       |
| "Prayer" | 2002 | 58             | 3              | 3              | —              | —              | 14             | —              | —              | —              | 31             |               | Believe            |
| "Remember" | 2002 | 110[B]         | 22             | 6              | —              | —              | —              | —              | —              | —              | 56             |               | Believe            |
| "Liberate" | 2003 | 121[B]         | 22             | 4              | —              | —              | —              | —              | —              | —              | —              |               | Believe            |
| "Guarded" | 2005 | 117[B]         | 28             | 7              | —              | —              | —              | —              | —              | —              | —              |               | Ten Thousand Fists |
| "Stricken" | 2005 | 95             | 13             | 2              | —              | —              | —              | —              | —              | —              | 88             | - US: Aur     | Ten Thousand Fists |
| "Just Stop" | 2006 | —              | 24             | 4              | —              | —              | —              | —              | —              | —              | —              |               | Ten Thousand Fists |
| "Land of Confusion" | 2006 | 105[B]         | 18             | 1              | —              | —              | —              | —              | —              | —              | 79             |               | Ten Thousand Fists |
| "Ten Thousand Fists" | 2006 | —              | 37             | 7              | —              | —              | —              | —              | —              | —              | —              |               | Ten Thousand Fists |
| "Inside the Fire" | 2008 | 73             | 4              | 1              | —              | 43             | 60             | —              | 19             | 18             | —              | - US: Aur     | Indestructible     |
| "Perfect Insanity" | 2008 | —              | —              | —              | —              | —              | —              | —              | —              | —              | —              |               | Indestructible     |
| "Indestructible" | 2008 | 72             | 10             | 2              | —              | —              | 57             | —              | —              | —              | —              |               | Indestructible     |
| "The Night" | 2009 | —              | 18             | 2              | 8              | —              | —              | —              | —              | —              | —              |               | Indestructible     |
| "Another Way to Die" | 2010 | 81             | 15             | 1*             | 1              | —              | 62             | —              | —              | —              | —              |               | Asylum             |
| "Asylum" | 2010 | —              | —              | —              | —              | —              | —              | —              | —              | —              | —              |               | Asylum             |
| "The Animal" | 2010 | —              | 20             | 2*             | 6              | —              | —              | —              | —              | —              | —              |               | Asylum             |
| "Warrior" | 2011 | 103[B]         | 29             | 4*             | 14             | —              | —              | —              | —              | —              | —              |               | Asylum             |
| "Hell" | 2011 | —              | —              | 16             | 35             | —              | —              | 36             | —              | —              | —              |               | The Lost Children  |
| * denotes peaks temporarily unverified in the reference cited. "—" denotes a recording that did not chart or was not released in that territory. |      |                |                |                |                |                |                |                |                |                |                |               |                    |

## Albume video
| Titlu                        | Detalii                                                                    | Certificări    |
| ---------------------------- | -------------------------------------------------------------------------- | -------------- |
| M.O.L.                       | - Lansare: 4 iunie 2002 - Label: Warner Bros. (#38548) - Formate: DVD, VHS | - AUS: Platină |
| Indestructible in Germany[C] | - Lansare: 27 noiembrie 2008 - Label: Reprise - Format: DVD                |                |
| Decade of Disturbed          | - Lansare: 31 august 2010 - Label: Reprise - Format: DVD                   |                |

## Box sets
| An   | Details                                                                 | Notes                                                                      |
| ---- | ----------------------------------------------------------------------- | -------------------------------------------------------------------------- |
| 2012 | The Collection - Lansare: 21 aprilie 2012 - Label: Reprise - Format: LP | * This five-disc LP box set, was released to commemorate Record Store Day. |

## Clipuri video
| Piesă                    | An                                | Director               |
| ------------------------ | --------------------------------- | ---------------------- |
| "Stupify"                | 2000                              | Nathan "Karma" Cox     |
| "Voci"                   | 2001                              | Gregory Dark           |
| "Down with the Sickness" | 2001                              | Nathan Cox             |
| "Prayer"                 | 2002                              | Brothers Strause       |
| "Remember"               | 2003                              | Marc Webb              |
| "Liberate"               | 2003                              | Nathan Cox / Hank Lena |
| "Bound"                  | 2005                              | Nathan Cox / Hank Lena |
| "Stricken"               | 2005                              | Nathan Cox             |
| "Land of Confusion"      | Todd McFarlane / Terry Fitzgerald |                        |
| "Inside the Fire"        | 2008                              | Nathan Cox             |
| "Indestructible"         | 2008                              | Noble Jones            |
| "The Night"              | 2009                              | Noble Jones            |
| "Another Way to Die"     | 2010                              | Roboshobo              |
| "Asylum"                 | 2010                              | Roboshobo              |
| "The Animal"             | 2010                              | Charlie Terrell        |

## Alte apariții
- Dracula 2000 (2000) – "A Welcome Burden"
- Little Nicky (2000) – "Stupify (Fu's Forbidden Little Nicky Remix)"
- Valentine (2001) – "God of the Mind"
- Ozzfest: Second Stage Live (2001) - "Voices (live)"
- Ozzfest 2001: The Second Millennium (2001) - "Fear (live)"
- WWF Tough Enough (2001) – "Stupify (live)"
- Queen of the Damned  (2002) – "Down with the Sickness"
- WWF Forceable Entry (2002) – "Glass Shatters"
- Transformers: The Album (2007) – "This Moment"
- Covered, A Revolution in Sound: Warner Bros. Records (2009) – "Midlife Crisis" (Faith No More cover)
- Metal Hammer Presents...Tribute to British Steel (2010) – "Living After Midnight" (Judas Priest cover)